# Горяйновка
Горя́йновка (рос. Горяйновка) — село у складі Саранського міського округу Мордовії, Росія.

## Населення
Населення — 1136 осіб (2010; 1068 у 2002).
Національний склад (станом на 2002 рік):
- росіяни — 52 %